# عشایر ارسباران
ارسباران در گذشته قره داغ نامیده می‌شده است. ناحیه‌ای کوهستانی در شمال استان آذربایجان شرقی است. در این ناحیه شش ایل عمده شیعه ترک‌زبان  سکونت داشتند: چلبیانلو، حاج علیلو، محمد خانلو، حسینکلو، حسن بیگلو، و قاراچورلو. همه این ایل‌ها اکنون ساکن شده‌اند، ولی جنبه‌هایی از فرهنگ آنها، که تحت تأثیر اقتصاد کوچ نشینی شکل گرفته، هنوز قابل مشاهده است.

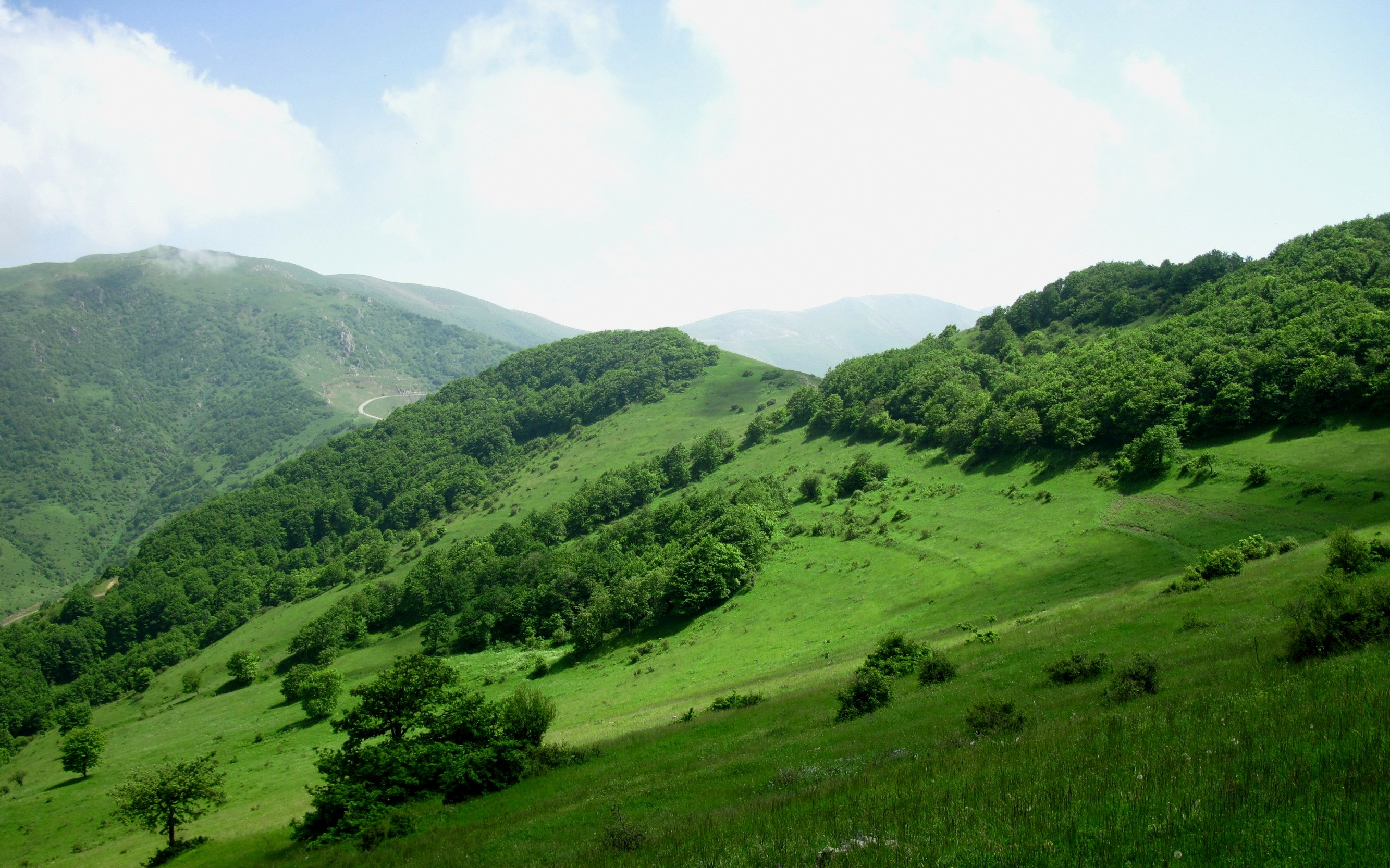
چراگاه موقت ایلات مهاجر در آقداش.

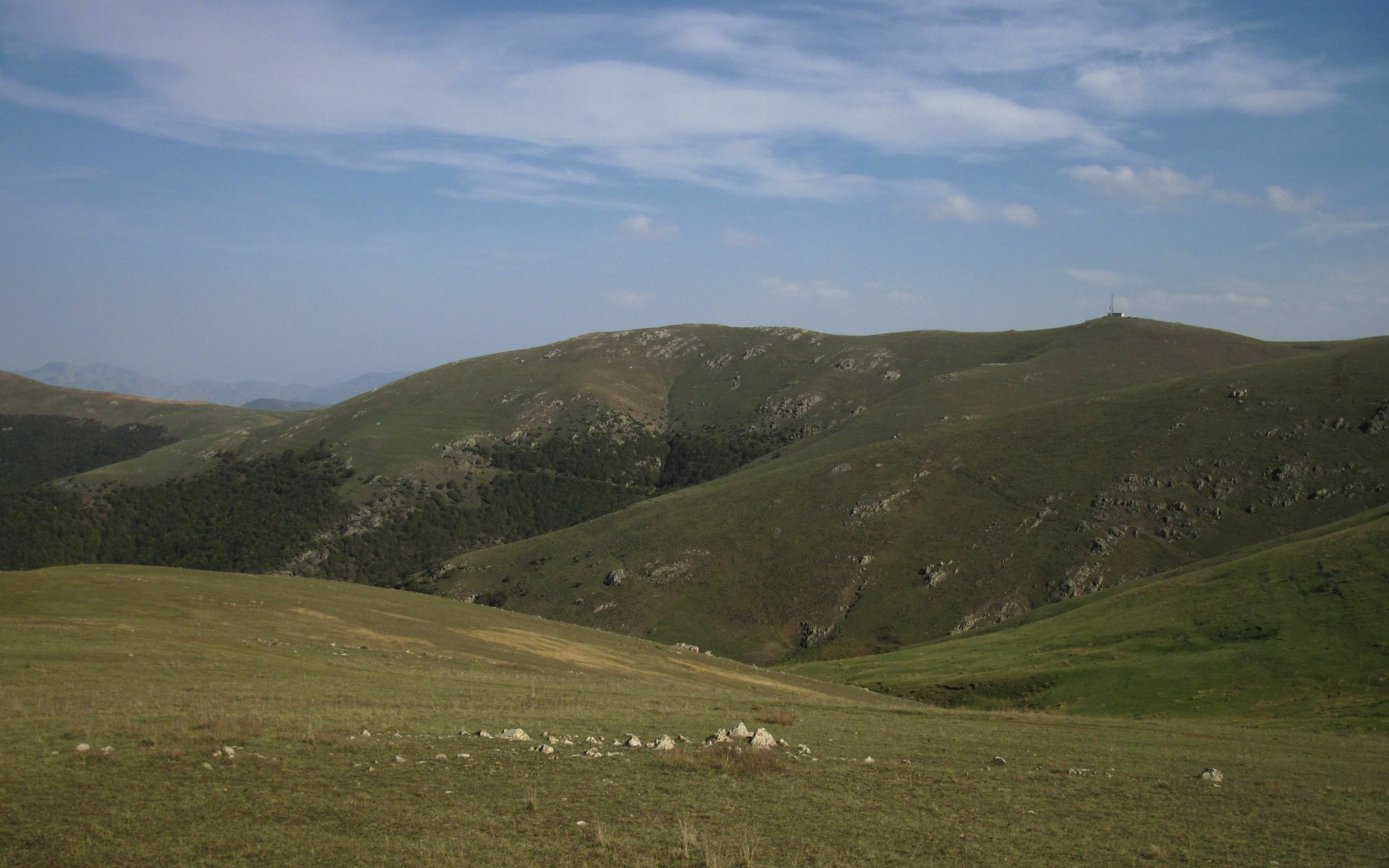
چراگاه ییلاقی در نزدیکی عباس‌آباد.

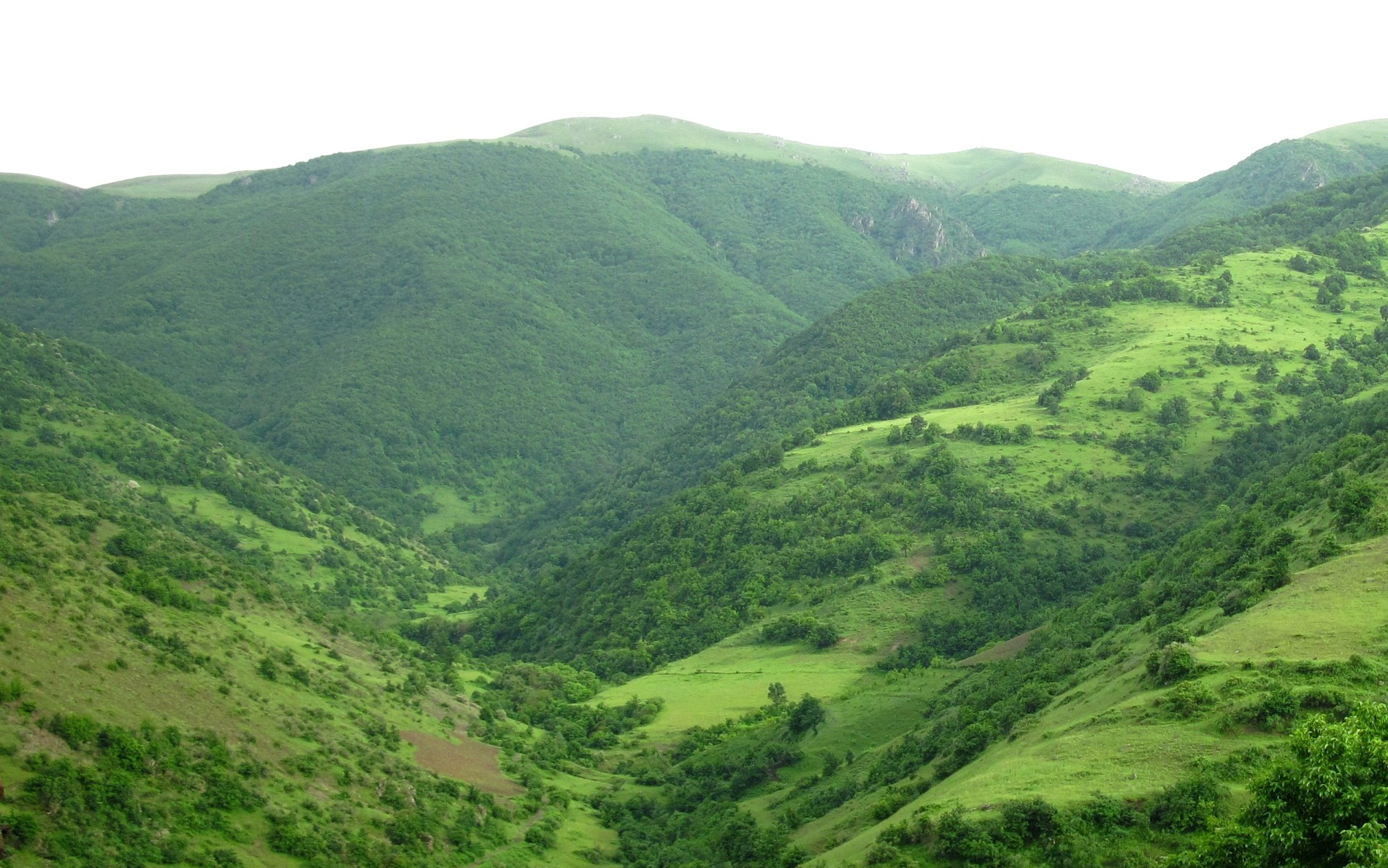
ییلاق چپرلی.

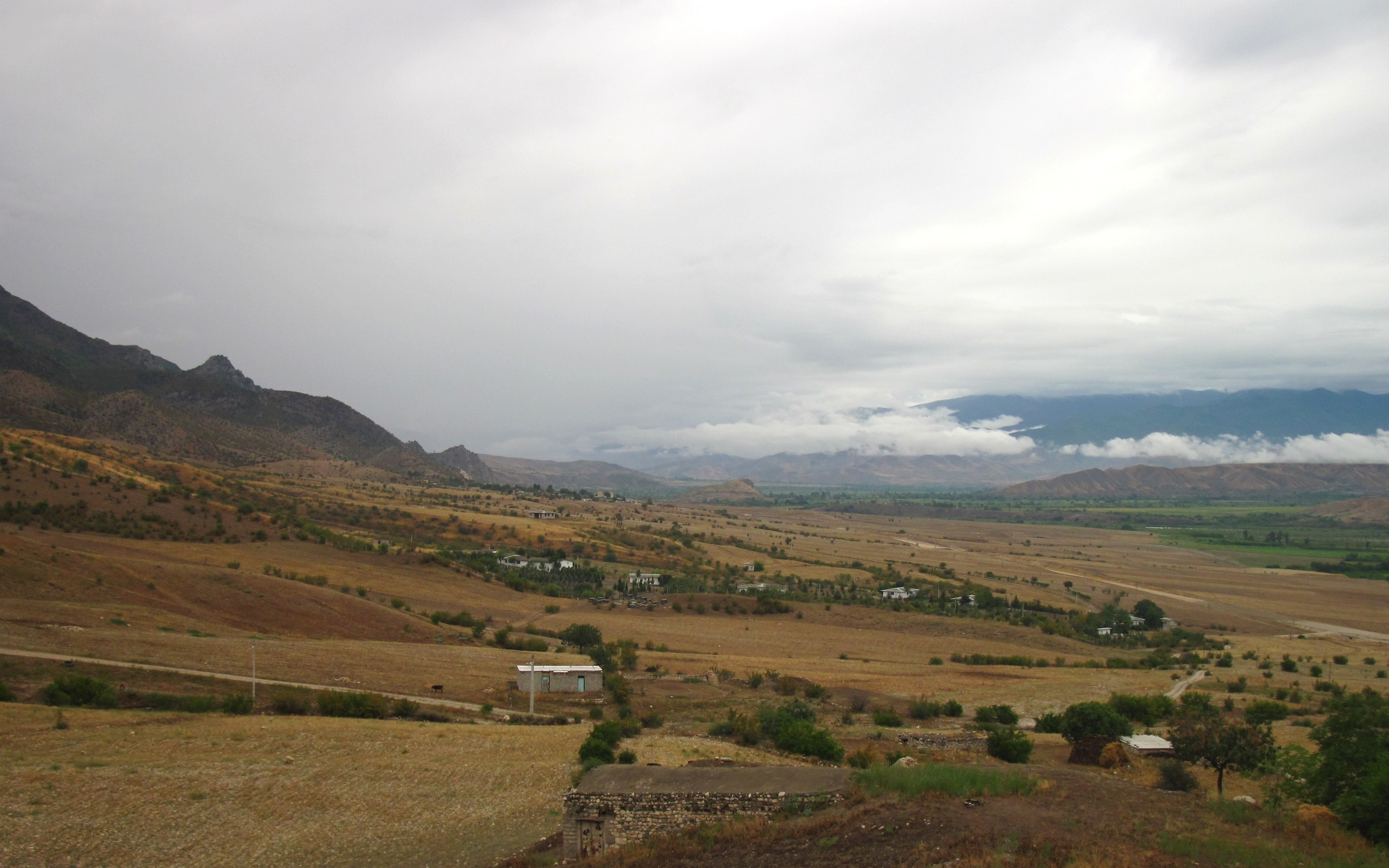
روستای قشلاقی تاتار سفلی در سواحل ارس.

## مالکیت ارضی
قبل از ملی شدن مراتع بر طبق یکی از اصول انقلاب سفید، مالکیت مراتع ییلاقی از آن همان خانی بود که صاحب مزارع قشلاقی ایل به‌شمار میامد.

## تاریخچه
در بخش‌های زیرین مختصری از تاریخچه عشایر ارسباران با اقتباس از مقاله پ. ابرلینگ و منابع غربی دیگر ارائه می‌شود. اطلاعات بیشتر به کتاب "تاریخ ارسباران" سرهنگ حسین بایبوردی مراجعه کنید.

### قبل ازجنبش مشروطه ایران
در آغاز جنگهای ایران و روس بخش قابل ملاحظه‌ای از اهالی ارسباران زندگی کوچ نشینی داشتند. عشایر اصلی عبارت بودند از: چلبیانلو ٦٥٠٠ خانوار، قاراچورلو ۲۵۰۰ خانوار، حاج علیلو ۸۰۰ خانوار، بگدیللو ۲۰۰ خانوار، و ایل‌های کوچک ۵۰۰ خانوار. در آن زمان، اهر، به عنوان مرکز ناحیه، فقط ۳۰۰ نفر جمعیّت داشت. معلوم نیست در چه زمانی عشایر دیگر تشکیل شده‌اند. باید در نظر داشت که «عشیره» در ارسباران مفهوم قومی ندارد، و وابستگی خانوارهای عشیره فقطٔ بر اساس تبعیت از رئیسی مشترک است. بدینترتیب، فردی قوی، معمولاً از خانواده خوانین، می‌توانست با گرد آوری تعدادی کافی از خانوارها برای خود ایل جدیدی ایجاد کند. شواهد کافی، بر مبنای گزارش‌های شفاهی، بر تشکیل ایل محمد خانلو بدین شیوه دلالت می‌کند.

### وضعییت عشایر در آستانهانقلاب سفید
بعد از جنگ جهانی دوم، دولت مرکزی مسئولیت امنیت ایلات را به رؤسای ایل تفویض کرد. این عمل، علیرغم موفقیت در مورد ایلات جنوب غربی ایران، در ارسباران فاجعه‌آمیز بود. خوانیین، که در جریان زعامت فرقه دموکرات آذربایجان آسیب دیده بودند، از فرصت استفاده کرده و به آزار روستاییان پرداختند. در نتیجه روستاییان مهاجرت به شهرهای تبریز و تهران را شروع کردند، و تخلیه جمعیتی ارسباران قبل از تأثیر منفی انقلاب سفید آغاز شد.

## میراث فرهنگی عشایر
در طی سلطنت رضا شاه دولت مرکزی تلاش گسترده‌ای را برای انهدام هویت فرهنگی عشایر، از زبانهای قومی گرفته تا نحوه لباس پوشیدن، ادامه داد. اما، به محض سرنگونی رضا شاه عشایر سعی کردند به سنن عشیره‌ای خود بازگردند. شاه جدید، بعد از مدتی وقفه سیاست مرکز گرائی پدرش را در قالب انقلاب سفید ازسر گرفت. پس از انقلاب اسلامی و قبل از تثبیت دولت مرکزی، عشایر تلاش کردند برخی از سنن خود، به استثنائی خانخانی، را احیا کنند. بعد از پایان جنگ ایران-عراق دولت برخی جنبه‌های زندگی عشایری را در غالب سریال‌های تلویزیونی ترویج کرده‌است. البته، عشایر ارسباران از این جهت بی‌بهره مانده‌اند. از طرفی دیگر، تعامل غیرمنتظره دولت با موسیقی عاشقی فرصتی استثنایی را برای رستاخیز فرهنگی عشایر ارسباران فراهم کرده‌است. این موسیقی ویژه، که در طی کوچ نشینی اقوام ترک زبان تکامل یافته، در واقع بیان شفاهی هویت فرهنگی عشایر ارسباران است.